# Hinokitiol
L'Hinokitiol (β-thujaplicin) è un monoterpene naturale che si trova nel legno degli alberi della famiglia delle Cupressaceae. È un derivato del tropolone e del thujaplicin. L'Hinokitiol viene usato ampiamente nell'igiene orale e nei prodotti curativi a causa del suo ampio spettro antimicrobico e della sua azione anti-infiammante. Inoltre, è stato approvato come additivo alimentare per la conservazione degli alimenti in Giappone. 
Il nome dell'Hinokitiol nasce dal fatto che è stato in origine isolato dal legno hinoki a Taiwan nel 1936. In realtà è quasi del tutto assente nel legno hinoki giapponese, mentre si trova in alte concentrazioni (circa lo 0,04% della massa del durame) nel Juniperus cedrus, nel legno di cedro Hiba (Thujopsis dolabrata) e nel cedro rosso occidentale (Thuja plicata). È possibile estrarlo celermente dal legno di cedro con dei solventi e con gli ultrasuoni.
L'Hinokitiol è strutturalmente collegato al tropolone, al quale manca il sostituente isopropilico. I tropoloni sono degli agenti chelanti molto conosciuti. 

## Attività antimicrobica
L'Hinokitiol ha un ampio spettro di attività biologiche, molte delle quali sono state esplorate e segnalate in letteratura. La prima, e quella più famosa, è la sua potente attività antimicrobica contro molti batteri e funghi, a prescindere dalla resistenza agli antibiotici. Specificamente, l'Hinokitiol si è dimostrato efficace contro lo Streptococcus pneumoniae, lo Streptococcus mutans e lo Staphylococcus Aureus, che sono agenti patogeni comuni nell'essere umano. Inoltre, l'Hinokitiol ha mostrato possedere effetti inibitori sulla Chlamydia trachomatis e può risultare utile clinicamente come farmaco topico. Alcuni studi recenti hanno provato che l'Hinokitiol ha anche mostrato avere un'azione anti-virale se usato abbinato a un preparato di zinco contro parecchi virus umani compreso il rhinovirus, il coxsackievirus e il mengovirus.

## Altre attività
OItre alla sua attività a largo spettro antimicrobica, l'Hinokitiol possiede anche attività anti-infiammatorie e anti-tumorali, come evidenziato da un certo numero di studi sulle cellule in vitro e su animali in vivo. L'Hinokitiol inibisce marcatori infiammatori e percorsi chiave, come il TNF-a e l'NF-kB, e il suo potenziale riguardo alla capacità di curare le infiammazioni croniche o le condizioni autoimmuni viene attualmente esplorato. L'Hinokitiol si è riscontrato essere in grado di esercitare della citotossicità su parecchie linee di cellule cancerogene prominenti promuovendo processi autofagici.

## Storia
L'Hinokitiol fu scoperto nel 1936 dal dott. Tetsuo Nozoe dai componenti dell'olio essenziale nel cipresso di Taiwan. La scoperta di questo composto dotato di una struttura molecolare ottagonale, che non si riteneva esistesse in natura, venne riconosciuta globalmente come una grande conquista nella storia della chimica.